# National Football League 1953
La stagione NFL 1953 fu la 34ª stagione sportiva della National Football League, la massima lega professionistica statunitense di football americano. La finale del campionato si disputò il 27 dicembre 1953 al Briggs Stadium di Detroit, in Michigan e vide la vittoria dei Detroit Lions sui Cleveland Browns per 17 a 16. La stagione iniziò il 27 settembre 1953 e si concluse con il Pro Bowl 1954 che si tenne il 17 gennaio al Los Angeles Memorial Coliseum.
La stagione fu caratterizzata dal cambio di nome delle Conference da American e National a Eastern e Western. Inoltre a Baltimora venne fondata la squadra dei Colts riprendendo il nome della precedente squadra con lo stesso nome che si era ritirata nel 1950. La nuova squadra andò a sostituire quella dei Dallas Texans ritiratasi al termine della stagione precedente.

## Modifiche alle regole
- Venne chiarito che per movimento illegale (illegal motion) era da intendersi un movimento in avanti al momento dello snap.

## Stagione regolare
La stagione regolare si svolse in 12 giornate, iniziò il 27 settembre e terminò il 13 dicembre 1953.

### Risultati della stagione regolare
- V = Vittorie, S = Sconfitte, P = Pareggi, PCT = Percentuale di vittorie, PF = Punti Fatti, PS = Punti Subiti
- Nota: nelle stagioni precedenti al 1972 i pareggi non venivano conteggiati nel calcolo della percentuale di vittorie.

| Eastern Conference  |    |    |   |     |     |     |
| Squadra             | V  | S  | P | PCT | PF  | PS  |
| Cleveland Browns    | 11 | 1  | 0 | 917 | 348 | 162 |
| Philadelphia Eagles | 7  | 4  | 1 | 636 | 352 | 215 |
| Washington Redskins | 6  | 5  | 1 | 545 | 208 | 215 |
| Pittsburgh Steelers | 6  | 6  | 0 | 500 | 211 | 263 |
| New York Giants     | 3  | 9  | 0 | 250 | 179 | 277 |
| Chicago Cardinals   | 1  | 10 | 1 | 91  | 190 | 337 |

| Western Conference  |    |   |   |     |     |     |
| Squadra             | V  | S | P | PCT | PF  | PS  |
| Detroit Lions       | 10 | 2 | 0 | 833 | 271 | 205 |
| San Francisco 49ers | 9  | 3 | 0 | 750 | 372 | 237 |
| Los Angeles Rams    | 8  | 3 | 1 | 727 | 366 | 236 |
| Chicago Bears       | 3  | 8 | 1 | 273 | 218 | 262 |
| Baltimore Colts     | 3  | 9 | 0 | 250 | 182 | 350 |
| Green Bay Packers   | 2  | 9 | 1 | 182 | 200 | 338 |

## La finale
La finale del campionato, il NFL Championship Game si disputò il 27 dicembre 1953 al Briggs Stadium di Detroit e vide la vittoria dei Detroit Lions sui Cleveland Browns per 17 a 16.

## Vincitore
| Vincitori del campionato NFL 1953 Detroit Lions 3º titolo |